# Adossa sylvicola
Adossa sylvicola är en skalbaggsart som beskrevs av Britton 1995. Adossa sylvicola ingår i släktet Adossa och familjen Melolonthidae. Inga underarter finns listade i Catalogue of Life.